# ナイ委員会

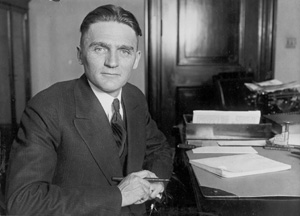
軍需産業調査特別委員長　ジェラルド・ナイ上院議員

ナイ委員会（ナイいいんかい、Nye Committee）は、上院議員のジェラルド・ナイを委員長とするアメリカ合衆国上院の委員会で、正式には「軍需産業調査特別委員会」（Special Committee on Investigation of the Munitions Industry）として知られる。委員会はアメリカ合衆国の第一次世界大戦への関与について財政金融面から調査した。その結果は、第二次世界大戦の初め中立政策（孤立主義）をとる要因となった。

## 背景
1920年代から1930年代を通じて、軍需工業がアメリカ政府を騙して第一次大戦に参戦させたのではないかという議論を扱った書籍や記事が多数現れた。よく知られ、評論家に影響を与えたものの一つに、アメリカ海兵隊少将スメドレー・バトラーが1935年に出版した『War is a Racket』（「戦争は不公正である」）がある。
ジェラルド・ナイは、上院議員のジョージ・ノリス（George Norris）から委員会の委員長への推薦を受けた。平和運動家のドロシー・デッツァー（Dorothy Detzer）によると、ノリスは「ナイは若く、無尽蔵のエネルギーと勇気がある。彼は時に無謀な判断をするかもしれないが、それは熱中から来る無謀だ」と述べた。ノリスは「（上院議員）96人の中で任務に必要な公平さ、独立性と能力を持つと認められる唯一の人物である」とナイを推薦した。

## 組織
委員会は1934年4月12日に発足した。以下の7人のメンバーで構成された。
- ジェラルド・ナイ（委員長、共和党）
- ホーマー・T・ボーン（Homer T. Bone、民主党）
- ジェイムズ・P・ポープ（James P. Pope、民主党）
- ベネット・チャンプ・クラーク（Bennett Champ Clark、民主党）
- ウォルター・フランクリン・ジョージ（民主党）
- ウィリアム・ワレン・バーバー（William Warren Barbour、共和党）
- アーサー・ヴァンデンバーグ（共和党）

このほか、アルジャー・ヒスが法務助手としてスタッフを補佐した。

## 調査過程
ナイ委員会は93回の公聴会を開き、ジャック・モルガンやバーナード・バルーク、デュポンをふくむ200人以上の証人に聴聞をおこなった。最初の公聴会は1934年9月に開かれ、最後は1936年2月であった。公聴会は4つのトピックについて取材した。
- 軍需産業（軍産複合体をふくむ）
- 造船業界における政府入札
- 戦争の利益
- アメリカを第一次大戦の参戦へと導いた背景

委員会は第一次大戦を通じて軍需産業が巨大な利益を得たと立証した。銀行家がウッドロウ・ウィルソン大統領に対して、海外への債権を保護するため、戦争に介入するよう圧力をかけていたことが明らかになった。また軍需産業は、第一次大戦を通じてアメリカの外交政策に強い影響力を保持し、価格操作に対して責任があった。
アメリカ上院のウェブサイトはこう記している。

## 結果
ナイによる要旨は、戦時中に銀行が得た利益と軍需産業との結合が、アメリカの第一次大戦参加をもたらしたとするものだった。多くのアメリカ人は裏切られたと感じ、戦争は善なる（民主政治）勢力と邪悪な（独裁政治）勢力との間の英雄的な戦いではなかったのかと問うた。これらの「死の商人」に対する調査は、孤立主義への賛意に対する支持を促した。
委員会は1915年から1917年1月までの間、アメリカがドイツ帝国に2700万ドルを貸し付け、同じ時期にイギリスとその同盟国には、ほぼ100倍に当たる23億ドルを貸し付けたと報告した。
これらの事実により、ナイや多くの軍事評論家、アメリカ政府関係者は、「アメリカは利益を求めて参戦したのであって、政治的理由ではないのではないか？なぜならイギリスに対するアメリカの商業的利益は失われなかったからだ」と推論した。
委員会の調査結果は、アメリカの不干渉主義（United States non-interventionism）に勢いを与え、1930年代における中立法の制定（1935年）とその改正（1936年、1937年、1939年）をもたらした。
すでにヴィンソン・トランメル法は軍用機生産における海軍航空機工場のシェアを10％までと定めていたので、委員会は軍需産業の国有化を提言しながら航空機産業を例外とした。公聴会にはユナイテッド（United Aircraft and Transport Corporation）やカーチス・ライトが呼ばれており、トラスト形成プロセスについて証言している。